# Kolo Touré
Kolo Abib Touré (Bouaké, Costa de Marfil, 19 de marzo de 1981) es un exfutbolista y actual entrenador marfileño que se desempeñaba como defensa. Es hermano del jugador Yaya Touré y de Ibrahim Touré. Actualmente es asistente técnico de Pep Guardiola en el Manchester City Football Club de la Premier League de Inglaterra.

## Carrera como jugador

### Inicios
Kolo Touré fue descubierto en Costa de Marfil cuando jugaba en la escuela de fútbol controlada por Jean-Marc Guillou en Abiyán. Pronto, se estableció como jugador para el club africano ASEC Mimosas. A los 19 años de edad, jugó su primer partido internacional para Costa de Marfil en 2000. Entre sus compañeros del centro de formación, se impuso como defensa central, cuando había comenzado como centrocampista. Luego formaría la zaga central con Didier Zokora.
En 1999, Kolo Touré formó parte de la primera salida oficial de los "niños" durante el famoso partido ASEC - Espérance de Tunis por la Supercopa de África. Desde la altura de sus 17 años, neutralizó al experimentado delantero nigeriano Gabriel Okolosi.

### Arsenal

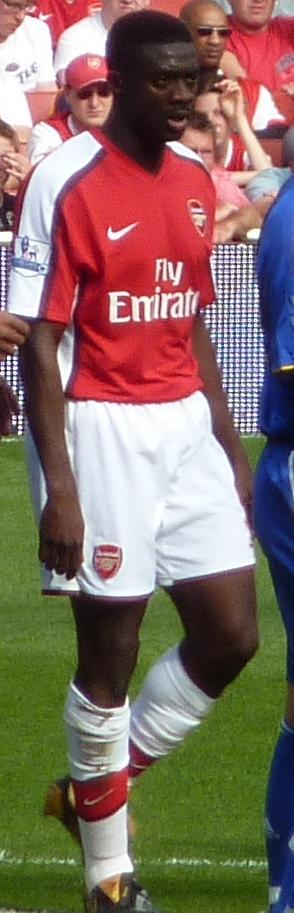
Touré jugando para el Arsenal.

Tanto el Arsenal FC como el club de Bélgica KSK Beveren se interesaron en él cuando buscaban jugadores en África. Después de una breve prueba, Touré se unió al Arsenal en febrero de 2002, rechazando la oferta del Beveren. Por haber sido internacional absoulto en varias oportunidades, pudo conseguir un permiso de trabajo británico sin mucho problema.
Sin embargo, Touré no hizo su estreno profesional con el primer equipo hasta la siguiente temporada, en un encuentro ante el Liverpool por la Community Shield en agosto de 2002. En un principio, fue utilizado como "comodín" por Arsène Wenger que lo hizo jugar como un mediocampista y defensor dependiendo de la necesidad del equipo. Sin embargo, dada la baja forma de Martin Keown a medida que éste avanzaba en edad, el entrenador comenzó a utilizarlo como defensor central junto a Sol Campbell.
Touré rápidamente se estableció como uno de los defensores más destacados de la FA Premier League. De hecho, fue un miembro clave del equipo de Arsenal que ganó el título invicto de la Premier League en la temporada 2003-04. En las dos temporadas siguientes, afianzó una muy segura dupla defensiva con Philippe Senderos. En la temporada 2005-06, el Arsenal alcanzó la final de la Liga de Campeones de la UEFA hilvanando 10 victorias consecutivas (récord en competencias europeas). Dadas sus buenas actuaciones a nivel clubes y selección, la prensa italiana lo apodó "El Fabio Cannavaro africano".
Touré se consagró como un fijo en el once inicial del Arsenal. En la temporada 2005-06, estableció una formidable sociedad defensiva con Senderos. Ambos centrales ayudaron al equipo del Arsenal a llegar a la final de la UEFA Champions League de 2006 después de mantener 10 porterías a cero consecutivas (un récord de competición europea). Touré marcó su segundo gol europeo el 19 de abril de 2006, el de la victoria en el partido de ida de las semifinales de la Champions League ante el Villarreal CF. Fue el último gol europeo anotado en Highbury y el gol que efectivamente decidió el empate (el Arsenal ganó 1-0 en el global), para enviar al Arsenal a su primera final de la Liga de Campeones en París, Francia.
Touré fue el vicecapitán júnior en la temporada 2006-07 después del ex vicecapitán Gilberto Silva y el excapitán Thierry Henry. Fue capitán del Arsenal por primera vez el 9 de enero de 2007 durante una victoria por 6-3 sobre el Liverpool en la Copa de la Liga. También llevó a los Gunners a la final de esta competencia, habiéndolos capitaneado en el partido de ida de la semifinal contra el Tottenham Hotspur. Se convirtió en el miembro con más años de servicio del equipo actual del Arsenal tras las salidas de Jérémie Aliadière, Thierry Henry y Freddie Ljungberg durante la ventana de transferencia de verano de 2007. También fue capitán del Arsenal en una serie de juegos a principios de la temporada 2007-08 después de que el capitán William Gallas se lesionara en el juego contra el Blackburn Rovers. Marcó un tiro libre en un partido contra el Bolton Wanderers, donde su tiro fue bajo y pasó por debajo de dos jugadores del Bolton y venció a Jussi Jääskeläinen. Sin embargo, durante la Copa Africana de Naciones, sufrió una lesión y se vio un poco fuera de lugar cuando regresó y luego se lesionó nuevamente en la Liga de Campeones contra el A.C. Milan cuando bloqueó el disparo de Alexandre Pato con la pierna y fue sacado del campo después del tratamiento. Touré regresó a la alineación titular contra el Middlesbrough el 15 de marzo y anotó el gol del empate para el Arsenal en los últimos 10 minutos.
El 13 de abril de 2009, Touré exigió alejarse del Arsenal después de una supuesta ruptura con su compañero defensivo Gallas. Según los informes, entregó una solicitud de transferencia que luego fue rechazada por el presidente del Arsenal Peter Hill-Wood. Sin embargo, Touré revirtió temporalmente su decisión y se comprometió con los Gunners al menos hasta el verano.

### Manchester City

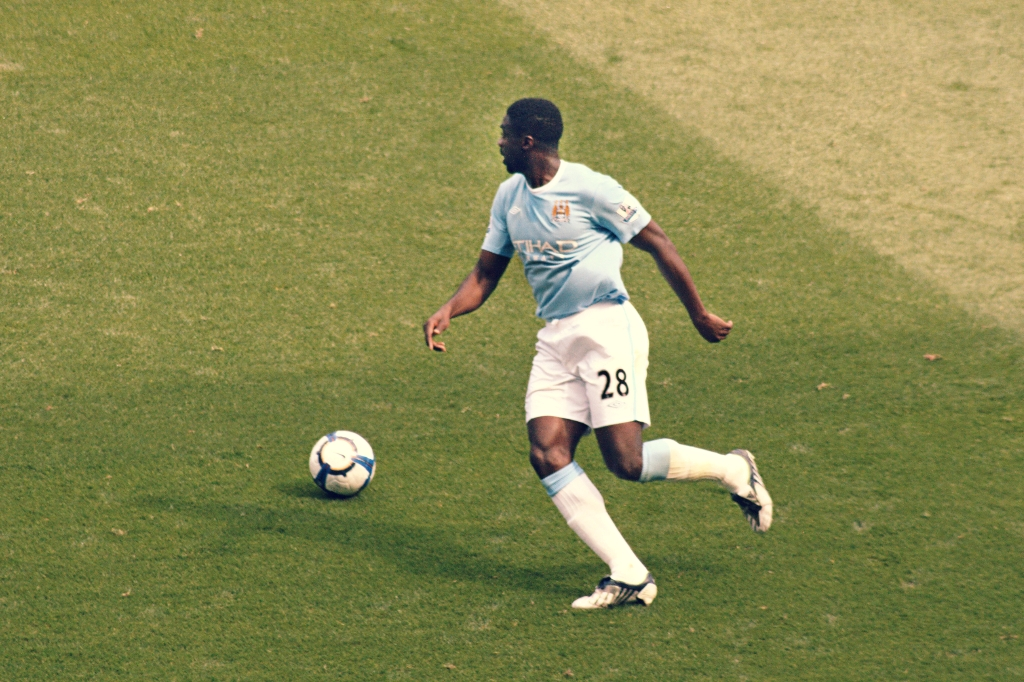
Toure durante un partido con el Man City en el 2009

Después de mucha especulación sobre transferencias, se anunció el 28 de julio de 2009 que Manchester City había acordado una tarifa de £14 millones para Touré. Después de pasar con éxito un reconocimiento médico en Mánchester el 29 de julio de 2009, Touré firmó un contrato de cuatro años con el club que tenía la opción de ampliarlo a cinco años. El City, que había terminado décimo la temporada anterior, había realizado una serie de fichajes de alto perfil en preparación para la temporada 2009-10, y Touré esperaba ayudar a convertir al City en uno de los cuatro mejores equipos. Fue nombrado capitán del club por Mark Hughes. El City terminó la temporada en quinta posición, perdiendo ante el Tottenham Hotspur por solo tres puntos. El 2 de julio de 2010, Kolo Touré se unió a su hermano Yaya en el Manchester City luego de una transferencia que se cree que vale alrededor de £24 millones.
Al comienzo de la temporada 2010-11, Roberto Mancini le quitó el brazalete de capitán a Touré y se lo dio a Carlos Tévez. Sin embargo, siguió formando parte de los planes de Mancini y fue un habitual del primer equipo en defensa. Fue expulsado en la derrota del Manchester City por 2-1 ante el Everton el 20 de diciembre de 2010, lo que ayudó a negar al City la oportunidad de encabezar la tabla de la Premier League en Navidad. El 15 de enero de 2011, Touré anotó el primer gol en la victoria de los Citizens por 4-3 que los envió a la cima de la tabla de la liga.
El 3 de marzo de 2011, se reveló que Touré había fallado una prueba de drogas y había sido suspendido. La Agencia Mundial Antidopaje impuso una suspensión de 6 meses del fútbol a partir del 2 de marzo de 2011. En la temporada 2011-12, Touré fue utilizado como jugador de equipo, haciendo 14 apariciones en la liga cuando el Manchester City ganó un título de liga por primera vez en 44 años. 

### Liverpool

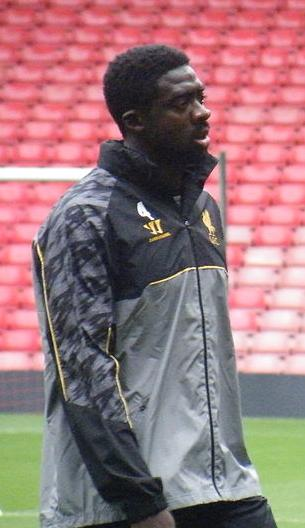
Touré con el Liverpool en 2013.

El 28 de mayo de 2013, el Liverpool anunció que se había llegado a un acuerdo en principio para fichar a Touré en una transferencia gratuita del Manchester City. El 2 de julio fue presentado como el primer fichaje de la ventana del Liverpool y se le entregó la camiseta número 4. Firmó un contrato de dos años. El 13 de julio de 2013, hizo su debut con el Liverpool en una victoria por 4-0 en un amistoso de pretemporada sobre el Preston North End. Hizo su debut en la Premier League con el Liverpool el 17 de agosto de 2013 en una victoria por 1-0 sobre el Stoke City en Anfield. El 2 de febrero de 2014, en un partido contra el West Bromwich Albion cometió un costoso error, pasando el balón directamente a Victor Anichebe, quien anotó el empate. El 12 de febrero de 2014, marcó un autogol en un partido contra el Fulham, que finalmente ganó el Liverpool gracias a un penalti tardío del capitán Steven Gerrard.
El 1 de marzo de 2015, entró como suplente en el minuto 83 contra el Manchester City, lo que marcó la primera vez que él y su hermano Yaya, que fue titular en el partido del City, se enfrentaron en un partido oficial. Touré anotó su primer gol en el Liverpool el 14 de febrero de 2016, al cabecear el tiro de esquina de Jordan Henderson para confirmar una victoria por 6-0 a domicilio para el colista Aston Villa. Fue su primer gol en cualquier partido desde enero de 2011, y lo celebró como loco.
Al final de la temporada 2015-16, el contrato de Touré venció y no fue renovado.

### Celtic
El 24 de julio de 2016, Touré se reunió con el ex entrenador Brendan Rodgers cuando se unió al Celtic con un contrato de un año. Hizo su debut el 3 de agosto de 2016, entrando como suplente en la segunda mitad de la victoria 2-1 del Celtic sobre el FC Astana en un clasificatorio de la Liga de Campeones. Hizo 20 apariciones cuando el Celtic completó una temporada nacional invicta, ganando el triplete de Liga, Copa y Copa de la Liga. A Touré no se le ofreció un nuevo contrato de juego al final de la temporada.
En septiembre de 2017, Touré anunció su retiro y asumió el cargo de entrenador en el Celtic.

## Selección nacional

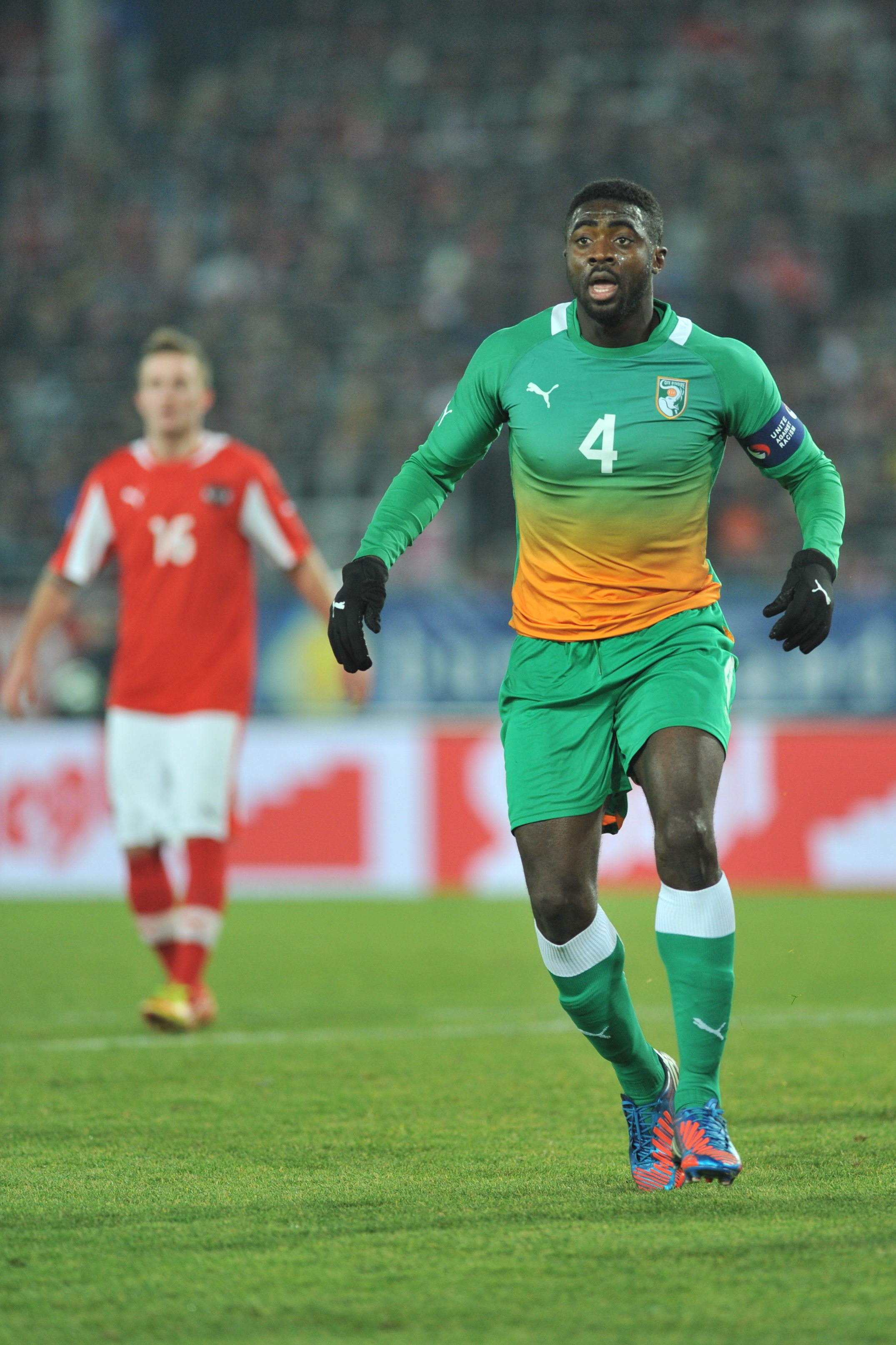
Touré jugando para Costa de Marfil en 2012.

Ha sido internacional con la selección de fútbol de Costa de Marfil desde 2000. Su debut fue en abril de dicho año ante Ruanda. Además, jugó los 5 partidos para su selección en la Copa Africana de Naciones de 2006 donde Costa de Marfil fue subcampeón por detrás del anfitrión, Egipto.
Como era de esperarse, fue convocado por Henri Michel a la Copa Mundial de Fútbol de 2006 donde debutó en la derrota contra Argentina. Ha marcado tres goles para Costa de Marfil, dos de ellos de cabeza contra Guinea y Gabón y uno contra Japón, un remate de 20 metros desde fuera del área penal que se va al ángulo alto de la portería.
Touré fue nombrado por Costa de Marfil para la Copa Mundial de la FIFA 2010 y fue el capitán en el primer partido del equipo contra Portugal debido a la lesión de Didier Drogba. que lo mantuvo en la banca.
El 1 de junio de 2014, luego de haber sido incluido en la lista preliminar en mayo, Touré fue ratificado en la nómina definitiva de 23 jugadores que representarán a su país en la Copa Mundial de Fútbol de 2014, haciendo de esta la tercera ocasión en la que disputará el torneo.
Jugó su último partido en la final de la Copa Africana de Naciones el 8 de febrero de 2015, donde Costa de Marfil venció a Ghana 9-8 en los penaltis después de que el partido terminara 0-0. Se hizo cargo del séptimo penalti para Costa de Marfil, el cual marcó. El 15 de febrero de 2015 confirmó su retiro del servicio internacional.

### Participaciones en Copas del Mundo
| Mundial                        | Sede      | Resultado    | Partidos |
| ------------------------------ | --------- | ------------ | -------- |
| Copa Mundial de Fútbol de 2006 | Alemania  | Primera fase | 2        |
| Copa Mundial de Fútbol de 2010 | Sudáfrica | Primera fase | 3        |
| Copa Mundial de Fútbol de 2014 | Brasil    | Primera fase | 1        |

### Participaciones en Copa Africana de Naciones
| Copa                           | Sede              | Resultado  |
| ------------------------------ | ----------------- | ---------- |
| Copa Africana de Naciones 2006 | Egipto            | Subcampeón |
| Copa Africana de Naciones 2008 | Ghana             | Semifinal  |
| Copa Africana de Naciones 2015 | Guinea Ecuatorial | Campeón    |

## Carrera como entrenador
El 9 de agosto de 2017, la Federación Marfileña de Fútbol nombró a Touré como nuevo miembro de su cuerpo técnico para el Campeonato Africano de Naciones y la sub-23. Se unió al cuerpo técnico del Celtic como asistente técnico en septiembre de 2017. En febrero de 2019, Brendan Rodgers dejó el Celtic por el Leicester City, y Touré también se unió al Leicester como entrenador del primer equipo.

### Wigan Athletic
El 29 de noviembre de 2022, el Wigan Athletic nombró a Touré entrenador del primer equipo en un contrato de tres años y medio. El 2 de enero de 2023, el equipo de Touré perdió su tercer partido consecutivo con un marcador de 4-1 y, como resultado, cayó al último lugar en el Championship. Toure fue despedido por Wigan el 26 de enero de 2023, con el club ocupando el último puesto y sin poder ganar ninguno de sus nueve juegos a cargo.

## Clubes

### Como jugador
| Club            | País            | Año         |
| --------------- | --------------- | ----------- |
| ASEC Mimosas    | Costa de Marfil | 1999 - 2002 |
| Arsenal FC      | Inglaterra      | 2002 - 2009 |
| Manchester City | Inglaterra      | 2009 - 2013 |
| Liverpool       | Inglaterra      | 2013 - 2016 |
| Celtic FC       | Escocia         | 2016 - 2017 |

### Como entrenador
| Club           | País       | Año         |
| -------------- | ---------- | ----------- |
| Wigan Athletic | Inglaterra | 2022 - 2023 |

## Estadísticas
| Club                       | Temporada           | Liga     | Liga  | Copa*    | Copa* | Europa*  | Europa* | Total    | Total |
| Club                       | Temporada           | Partidos | Goles | Partidos | Goles | Partidos | Goles   | Partidos | Goles |
| -------------------------- | ------------------- | -------- | ----- | -------- | ----- | -------- | ------- | -------- | ----- |
| Arsenal Inglaterra         | 2002–03             | 26       | 2     | 7        | 0     | 7        | 0       | 40       | 2     |
| Arsenal Inglaterra         | 2003–04             | 37       | 1     | 8        | 2     | 10       | 0       | 55       | 3     |
| Arsenal Inglaterra         | 2004–05             | 35       | 0     | 7        | 0     | 8        | 1       | 50       | 1     |
| Arsenal Inglaterra         | 2005–06             | 33       | 0     | 1        | 0     | 12       | 1       | 46       | 1     |
| Arsenal Inglaterra         | 2006–07             | 35       | 3     | 8        | 1     | 10       | 0       | 53       | 4     |
| Arsenal Inglaterra         | 2007–08             | 30       | 2     | 2        | 0     | 9        | 0       | 41       | 2     |
| Arsenal Inglaterra         | 2008–09             | 29       | 1     | 3        | 0     | 9        | 0       | 41       | 1     |
| Arsenal Inglaterra         | Total               | 225      | 9     | 36       | 3     | 65       | 2       | 326      | 14    |
| Manchester City Inglaterra | 2009–10             | 31       | 1     | 2        | 1     | 0        | 0       | 33       | 2     |
| Manchester City Inglaterra | 2010–11             | 22       | 1     | 5        | 0     | 5        | 0       | 32       | 1     |
| Manchester City Inglaterra | 2011–12             | 14       | 0     | 3        | 0     | 3        | 0       | 20       | 0     |
| Manchester City Inglaterra | 2012–13             | 15       | 0     | 3        | 0     | 0        | 0       | 18       | 0     |
| Manchester City Inglaterra | Total               | 82       | 2     | 13       | 1     | 8        | 0       | 103      | 3     |
| Liverpool Inglaterra       | 2013–14             | 20       | 0     | 4        | 0     | 0        | 0       | 24       | 0     |
| Liverpool Inglaterra       | 2014–15             | 12       | 0     | 6        | 0     | 3        | 0       | 21       | 0     |
| Liverpool Inglaterra       | 2015–16             | 8        | 1     | 3        | 0     | 6        | 0       | 17       | 1     |
| Liverpool Inglaterra       | Total               | 40       | 1     | 13       | 0     | 9        | 0       | 62       | 1     |
| Celtic Escocia             | 2016–17             | 9        | 0     | 0        | 0     | 0        | 0       | 9        | 0     |
| Celtic Escocia             | Total               | 9        | 0     | 0        | 0     | 0        | 0       | 9        | 0     |
| Total en su carrera        | Total en su carrera | 356      | 12    | 62       | 4     | 82       | 2       | 500      | 18    |

(* FA Cup, Copa de la Liga de Inglaterra y Supercopa de Inglaterra)

(* Liga de Campeones de la UEFA, Liga Europea de la UEFA y Supercopa de Europa)

## Palmarés

### Campeonatos nacionales
| Título               | Club            | País            | Año     |
| -------------------- | --------------- | --------------- | ------- |
| MTN Ligue 1          | ASEC Mimosas    | Costa de Marfil | 2001    |
| MTN Ligue 1          | ASEC Mimosas    | Costa de Marfil | 2002    |
| Community Shield     | Arsenal         | Inglaterra      | 2002    |
| FA Cup               | Arsenal         | Inglaterra      | 2003    |
| Premier League       | Arsenal         | Inglaterra      | 2003/04 |
| Community Shield     | Arsenal         | Inglaterra      | 2004    |
| FA Cup               | Arsenal         | Inglaterra      | 2005    |
| FA Cup               | Manchester City | Inglaterra      | 2010-11 |
| Premier League       | Manchester City | Inglaterra      | 2011-12 |
| Community Shield     | Manchester City | Inglaterra      | 2012    |
| Scottish League Cup  | Celtic          | Escocia         | 2017    |
| Scottish Premiership | Celtic          | Escocia         | 2017    |

### Campeonatos internacionales
| Título                    | Selección                    | País              | Año  |
| ------------------------- | ---------------------------- | ----------------- | ---- |
| Copa Africana de Naciones | Selección de Costa de Marfil | Guinea Ecuatorial | 2015 |